# Staurastrum spiculiferum
Staurastrum spiculiferum là một loài Song tinh tảo trong họ Desmidiaceae, thuộc chi Staurastrum.